# Entedon omnivorus
Entedon omnivorus är en stekelart som beskrevs av Jean-Yves Rasplus 1990. Entedon omnivorus ingår i släktet Entedon och familjen finglanssteklar.
Artens utbredningsområde är Elfenbenskusten. Inga underarter finns listade i Catalogue of Life.